# Сказка странствий
«Ска́зка стра́нствий» (чеш. Pohádka o putování, рум. Povestea călătoriilor) — советский художественный фильм, снятый режиссёром Александром Миттой по собственному сценарию (в соавторстве с Валерием Фридом и Юлием Дунским) в 1982 году. Совместное производство киностудий «Мосфильм», «Баррандов» (Чехословацкая Социалистическая Республика) и «Букурешти» (Социалистическая Республика Румыния). Действие фильма происходит в выдуманном княжестве, в основе сюжета — поиски сиротой Мартой похищенного младшего брата вместе с бродячим изобретателем Орландо. Главные роли исполнили Андрей Миронов, Татьяна Аксюта, Лев Дуров и Валерий Сторожик. Натурные съёмки проходили в Подмосковье, Крыму, а также Чески-Крумлове, Седьмигорках, окрестностях замка Кост и крепости Троски в Чехословакии.
Картина снята в жанре сказки, совмещающей в себе приключенческий сюжет, элементы фэнтези и притчи. В отличие от ранее снимавшихся советских киносказок, содержит философский подтекст, рассчитанный, по мнению критики, в большей степени на «взрослую» аудиторию. По признанию режиссёра, является фильмом, в котором идеи К. Станиславского объединены с идеями С. Эйзенштейна. Музыку к фильму написал композитор Альфред Шнитке. В советский кинопрокат картина вышла в январе 1984 года. Демонстрировалась в программах XXVIII Международного кинофестиваля в Лондоне (1984) и IX Международного кинофестиваля в Гонконге (1985).

## Сюжет
В небольшом княжестве жили двое сирот — брат Май и сестра Марта (Татьяна Аксюта). Май обладал волшебным даром находить золото, однако при приближении к нему у мальчика начинались сильные головные боли. Стремясь уберечь его от мучений, Марта запрещала Маю пользоваться этим даром — и брат с сестрой жили в нищете.
Накануне Рождества Мая похитили злодеи Горгон (Лев Дуров) и Брутус, надеясь разбогатеть с помощью его необычных способностей. Отправившись на поиски брата, Марта встретила в пути бродячего врача, изобретателя, поэта и философа Орландо (Андрей Миронов). Вместе они продолжили поиски Мая, преодолевая препятствия и искушения, пока однажды, защищаясь от ведьмы — воплощенной Чумы (Кармен Галин), Орландо победил её, но ценой своей жизни.
Через десять лет странствий Марта добралась до земель, в которых правил жестокий принц. Этим принцем оказался повзрослевший Май (Валерий Сторожик) с Горгоном и Брутусом. Май научился управлять своим даром: теперь он не только не испытывал боли при приближении к золоту — он мог притягивать его силой мысли. Горгон, благодаря Маю, получил неслыханное богатство, но со временем оно перестало его радовать, его радовал лишь Май, которого он полюбил настолько, насколько мог любить, и растил похожим на себя, веря, что в юноше «жила его душа».
Решив, что Марта может нарушить безмятежное существование среди золота и разврата, Горгон попытался заставить девушку уйти, поначалу — путём подкупа. Когда Марта отказалась — он заключил её в башню, спланировав при помощи Брутуса её гибель при побеге. Но, найдя сестру в заточении и увидев её страдания, Май убедился в бессмысленности своего «прожжённого» существования и охваченный гневом на Горгона, «призвал» к себе всё золото, находившееся в замке, и разрушил замок до основания. Очнувшись на развалинах, Марта обнаружила брата рядом. Май потерял дар золотоискателя, но в то же время в нём проснулся дух Орландо...

## Над фильмом работали
| Актёр                | Роль          | Озвучивание         |
| -------------------- | ------------- | ------------------- |
| Андрей Миронов       | Орландо       |                     |
| Татьяна Аксюта       | Марта         | Марина Неёлова      |
| Лев Дуров            | Горгон        |                     |
| Ксения Пирятинская   | Маленький Май |                     |
| Балтыбай Сейтмамутов | Брутус        |                     |
| Валерий Сторожик     | Взрослый Май  | Юрий Васильев       |
| Кармен Галин         | Чума          | Екатерина Васильева |

| Актёр              | Роль             | Озвучивание       |
| ------------------ | ---------------- | ----------------- |
| Вениамин Смехов    | «Дон Кихот»      |                   |
| Александр Пятков   | Бурильщик        |                   |
| Октавиан Котеску   | Судья            | Всеволод Ларионов |
| Жан Лорин Флореску | Прокурор         | Виктор Сергачёв   |
| Владимир Басов     | Адвокат          |                   |
| Б. Джандавлетов    | Стражник         | Юрий Саранцев     |
| Эвжен Егоров       | Высокий стражник |                   |
| Вацлав Котва       | Каменщик         |                   |
| Пётр Ханус         | Человек с огнём  |                   |
| Мари Росулкова     | Бабушка          |                   |

| Овидиу Молдован  | В. Симунин         | О. Штода     |
| Александр Титов  | Владимир Долинский | О. Завьялова |
| Владимир Кремена | А. Панов           | Д. Альперов  |
| К. Белоградский  | К. Хабл            | Зденек Рехор |

| Роль                                                            | Имя                                                            |
| --------------------------------------------------------------- | -------------------------------------------------------------- |
| Авторы сценария                                                 | Александр Митта, Юлий Дунский, Валерий Фрид                    |
| Режиссёр-постановщик                                            | Александр Митта                                                |
| Ассистенты режиссёра                                            | М. Колдобская, Л. Фердинандова, Н. Эсадзе, М. Ваха, А. Михелеш |
| Оператор-постановщик                                            | Валерий Шувалов                                                |
| Оператор                                                        | Н. Фудим                                                       |
| Операторы комбинированных съёмок                                | В. Васильев, Ю. Собольков, В. Стальной, И. Румлер              |
| Художник-постановщик                                            | Теодор Тэжик                                                   |
| Художники                                                       | В. Птицын, М. Молдован, А. Волеман                             |
| Художники комбинированных съёмок                                | В. Клименков, М. Неедлый                                       |
| Художник по костюмам                                            | Н. Фирсова                                                     |
| Художник-гримёр                                                 | М. Ермакова                                                    |
| Композитор                                                      | Альфред Шнитке                                                 |
| Текст песен                                                     | Ю. Михайлов                                                    |
| Звукорежиссёр                                                   | Юрий Рабинович                                                 |
| Дирижёр Государственного симфонического оркестра кинематографии | Марк Эрмлер                                                    |
| Музыкальный редактор                                            | Минна Бланк                                                    |
| Хореограф                                                       | А. Дрознин                                                     |
| Руководитель группы каскадёров                                  | Н. Диде                                                        |
| Монтажёр                                                        | Н. Веселовская                                                 |
| Редактор                                                        | Л. Цицина                                                      |
| Директора картины                                               | Александра Демидова, Джоржетта Выйку, Ярослав Рериха           |

Списки исполнителей главных ролей и членов съёмочной группы составлены на основе титров фильма, списки актёров эпизода — по данным сайта IMDb.

## Замысел и сценарий
Первоначальный вариант сценария «Сказки странствий» был написан Александром Миттой — завершить сценарную работу должны были его соавторы по предыдущим кинокартинам, драматурги Юлий Дунский и Валерий Фрид. Митта рассматривал их в качестве сложившегося авторского коллектива, как «одно целое». Однако полноценная совместная работа продлилась недолго и была отложена вследствие ухудшения самочувствия Дунского, много лет страдавшего от заболевания дыхательных путей. В результате сценарий дорабатывали Фрид и сам Митта, потому конечный вариант, по оценке режиссёра, вышел «рыхлым», в нём обнаружились «провалы», «много лишнего», в целом «две истории так и не срослись».
«Фильм называется „Сказка странствий“. Наверное, эффектнее было бы назвать его „В зубах у дракона“ или „Взбесившееся золото“. <…> Во многих семьях, не секрет, детям с родителями всерьёз и поговорить не о чем. А сказка — это такая вещь, которая взрослому человеку напоминает о его детстве, а мальчишке или девчонке может внушить серьёзные мысли о жизни. <…> Есть у этой сказки ещё одна особенность. Она — страшная. Я сам в детстве любил страшные сказки. И я со скромными силами своего творческого коллектива, того же, что делал „Экипаж“, попытался рассказать местами страшную, местами весёлую сказку о силе дружбы, мечты и верности жизненным принципам, о непобедимости доброты».
Для Митты «Сказка странствий», по его словам, была «довольно рискованным» киноэкспериментом, поскольку до этого он снимал фильмы «отдельно для детей и отдельно для взрослых». «Сказка странствий» же задумывалась «в равной мере интересной» для одних и для других. В режиссёрской экспликации фильм отнесён к разряду «рождественских сказок», отмечена его близость к жанрам комедии или трагикомедии. Митта не придерживался позиции, что детей следовало оберегать от трагических и страшных ситуаций на киноэкране, поскольку, вместе с героями сказки, полагал режиссёр, дети учатся преодолевать боязливость, стремятся к открытию доброты в самих себе. В этом смысле «Сказка странствий», утверждал Митта, не имеет ничего общего с жанром фильма ужасов в западном кинематографе, где ужасы «подавляют, унижают, растаптывают человека». Вместе с тем, полагая, что настоящее искусство развивается там, где «дробятся и множатся жанры», режиссёр был убеждён, что современная публика не пойдёт в кинотеатры, если ей не предложить, в первую очередь, «увлекательное кинозрелище». Потому свою сказку он снимал «с подробностью и доказательностью романа», «с убедительностью живой жизни».
В «Сказке странствий» Митта объединил идеи творческого метода Константина Станиславского (действенный анализ) с кинематографическими идеями Сергея Эйзенштейна (монтаж аттракционов). Картина должна была стать «решением проблемы метафоры в кино» в реалиях своего времени. Так, например, деревню на спине дракона Митта определял как важную деталь-систему «Сказки странствий», маленькую «счастливую страну». Эта деталь-система, в соответствии с творческим методом режиссёра, способствовала развитию драмы и активному вовлечению зрителей в предлагаемые обстоятельства: «Счастье длится до тех пор, пока дракон не восстаёт, и наступает экологическая катастрофа». В интервью «Российской газете» в 2008 году Митта уточнил, что в эпизоде «рая» на спине дракона, который «рано или поздно» проснётся, и благополучие живущих закончится, была метафорически выражена обеспокоенность «нефтяной» зависимостью советской экономики: страна «кормилась нефтью» и «прожирала эти запасы, накопившиеся под ногами». Метафора такого «хрупкого» непрочного «рая», как считал режиссёр, тогда оказалась непонятой.
Другой пример — сцены с приходом в город Чумы, которые, по мысли Митты, отсылали к событиям, связанным с вторжением в Чехословакию в 1968 году. Этот его намёк был верно интерпретирован чешской стороной, поэтому во время съёмок в ЧССР местная редактура потребовала от Митты «вырезать» из фильма сцены с Чумой. Отказавшись, Митта сослался на тот факт, что сценарий «Сказки странствий» был утверждён именно в Москве — и сцены были оставлены. Тем не менее чешские редакторы, по утверждению режиссёра, послали тогда в СССР на него донос.
По замыслу Митты герой Андрея Миронова — добрый человек, многое умеющий и знающий, при этом он «разбросан» и постоянно отвлекается. Вперёд его ведёт именно «железная воля» Марты, у которой есть цель и чувство долга. В результате напряжения воли и «правильного» использования знаний и умений они находят решение в казалось бы, безвыходных ситуациях (вырываются на свободу из плена) и совершают настоящие «чудеса» (выгоняют из города Чуму). Финальную сцену фильма Митта объяснял следующим образом. Орландо погиб, спасая от Чумы двух детей, встретившихся им с Мартой в пути. Но он возродился и своим возрождением спас также и Мая, который «уже гиб в своих недостатках». Так с помощью Орландо юноша «поднялся, очистился и взлетел». Май продолжит дело Орландо — нести «здоровье и мир людям», — и будут новые изобретения и замыслы.

## Подготовительный этап. Выбор актёров
Производством «Сказки странствий» договорились совместно заниматься три страны — Советский Союз (киностудия «Мосфильм» при участии Всесоюзного объединения «Совинфильм»), Чехословацкая Социалистическая Республика (киностудия «Баррандов») и Социалистическая Республика Румыния (киностудия «Букурешти»). Часть бюджета фильма сложилась из отработки долгов восточноевропейских киностудий перед «Мосфильмом».
Этап разработки режиссёрского сценария продолжался с сентября до конца 1981 года. Подготовительный этап работы над картиной начался 4 января 1982 года с проведения первых кинопроб в павильонах «Мосфильма»: на роли Орландо и Марты пробовались актёры Андрей Миронов и Татьяна Аксюта. Миронов не был единственным претендентом на роль Орландо — первоначально рассматривалась кандидатура актёра Леонида Филатова, сыгравшего одну из главных ролей в предшествующем фильме Александра Митты «Экипаж». Режиссёр предполагал, что несмотря на отсутствие к тому моменту у Филатова опыта работы в киносказках, тем не менее он сможет «поднять фильм до уровня философской притчи», а игра Миронова превратит картину в «трагическую клоунаду о главных ценностях жизни». Филатов «деликатно» предлагал колеблющемуся Митте самому сделать окончательный выбор, при этом не демонстрировал свою заинтересованность и не влиял на него. Миронов же, наоборот, «боролся» за участие в картине: пригласил Митту домой и устроил концерт — пел и «сыпал остротами». После читки сценария фильма с многочисленными импровизациями Митта был вынужден отказать Филатову. Как признавался позже режиссёр, это был «ярчайший из всех когда-либо виденных» им актёрских бенефисов, Миронов не оставил Филатову «ни одного шанса».
На роль маленького Мая Митта долго не мог найти «умного и крепкого» мальчика. Семилетнюю Ксюшу Пирятинскую он впервые увидел на катке. Режиссёр тогда обратил внимание, что у девочки что-то не получалось, она плакала, но тем не менее продолжала работать. Митте понравилось её упорство в преодолении трудностей — это именно то, что было необходимо для нелёгких условий производства фильма: «приготовиться плакать» в особом настроении по несколько дублей. И девочку утвердили на роль.
По завершении кинопроб, к концу февраля, был утверждён интернациональный актёрский состав фильма. Одновременно были изготовлены костюмы, началось строительство декораций в Москве и Ялте, подготовлены эскизы к макету дракона. Перед подписанием договора о совместном производстве Румыния заявила об изменении условий сотрудничества со своей стороны, а именно — настаивала на передаче роли Орландо, за которой уже был закреплён Андрей Миронов, румынскому актёру. Конкретный объём участия Румынии и сам его факт неоднократно изменялись по ходу работы, более того, в подготовительный этап картина была запущена как совместное производство только двух стран — Советского Союза и Чехословакии. Для окончательного решения вопроса руководству «Мосфильма» и «Совинфильма» пришлось вылететь в Румынию. В результате роль Орландо осталась за Мироновым, а румынская сторона, в качестве компромисса, согласилась подобрать актрису на роль взрослой Марты. Однако в итоге и юную, и взрослую Марту сыграла Татьяна Аксюта.
При подписании договора Румыния и Чехословакия согласились выполнить только часть ранее оговоренных работ, отказавшись от наиболее трудоёмких из них общим метражом 300 погонных метров. Советская сторона была вынуждена планировать их производство собственными силами, при этом в целях удешевления объём работ попытались сократить. Была упрощена технология изготовления 17 комбинированных кадров, уменьшены размеры декораций в Москве (зимний город из начала фильма) и Ялте (бассейн для морской сцены), снижено количество и уменьшены размеры строящихся домов для деревни на спине дракона. Однако в рассчитанную ранее сумму сметы уложиться не получилось. Конечная смета на производство фильма была увеличена до 830 тысяч рублей.

## Съёмки

### Основные этапы съёмок
Съёмочный период «Сказки странствий» продолжался с 10 марта до конца октября 1982 года.
| Этап              | Место съёмок                                                         | Эпизод / Сцена |
| ----------------- | -------------------------------------------------------------------- | --- |
| Март 1982         | Фирсановское шоссе, пансионат «Мцыри» (Московская область)           | Орландо и Марта в повозке в зимнем лесу                                                                             |
| Март 1982         | Киностудия «Мосфильм»                                                | Зимний город из начала фильма                                                                                       |
| Апрель 1982       | Киностудия «Букурешти» (Буфтя, Социалистическая Республика Румыния)  | Суд над Орландо |
| Апрель 1982       | Киностудия «Букурешти» (Брашов, Социалистическая Республика Румыния) | Орландо и Марта в харчевне                                                                                          |
| 28—29 апреля 1982 | Город Чески-Крумлов (ЧССР)                                           | Орландо и Марта встречают в городе Чуму                                                                             |
| 28—29 апреля 1982 | Город Чески-Крумлов. Внутренний двор Крумловского замка              | Человек с огнём извещает об уходе Чумы из города                                                                    |
| 28—29 апреля 1982 | Город Чески-Крумлов. Плащевой мост Крумловского замка                | Марта с детьми проходят среди людей, празднующих уход Чумы из города                                                |
| Май 1982          | Замок Кост (Заповедник Чешский рай, ЧССР)                            | Орландо и Марта у башни. Марта видит замок Горгона                                                                  |
| Май 1982          | Крепость Троски, Седьмигорки(ЧССР)                                   | Орландо и Марта подходят к харчевне. «Мёртвый» лес. Орландо с Мартой и детьми встречают в лесу Чуму. Смерть Орландо |
| Июнь 1982         | Окрестности города Саки и реки Учан-Су (Крымская область)            | Орландо и Марта встречают людей, выкачивающих воду из болота                                                        |
| Июнь 1982         | Посёлок Симеиз (Крымская область)                                    | Проход Орландо и Марты по спине дракона                                                                             |
| Июль 1982         | Посёлок Симеиз (Крымская область)                                    | Деревня на спине дракона. Орландо и Марта пытаются отнять Мая у Горгона в море во время шторма                      |
| Июль 1982         | Гора Ай-Петри (Крымская область)                                     | Марта забирается к замурованному в башне Орландо. Полёт на «нетопыре»                                               |
| Август 1982       | Киностудия «Мосфильм»                                                | Пир в замке Горгона                                                                                                 |
| Сентябрь 1982     | Киностудия «Баррандов» (Прага, ЧССР)                                 | Комбинированные съёмки головы дракона                                                                               |
| Октябрь 1982      | Киностудия «Мосфильм»                                                | Комбинированные съёмки полёта Орландо и Марты на «нетопыре»                                                         |

Составлено на основе источников:  .

### Работа в Крыму и за границей
Первые дни работы над картиной для Андрея Миронова оказались эмоционально тяжёлыми: незадолго до начала съёмок у него умер отец. Поначалу актёр мало общался с коллегами, что, по мнению исполнительницы роли Марты, актрисы Татьяны Аксюты, пошло фильму на пользу — между персонажами Марты и Орландо «не должно было быть никакой близости, и это ощущение некоторой отчуждённости хорошо передалось».
На июньские съёмки в Ялте Андрей Миронов взял с собой девятилетнюю дочь Марию. Как вспоминала Аксюта, актёр иногда просил её проводить время с Марией, с которой они, считал Миронов, «были как бы одного возраста — значит, подружки» (на самом деле Аксюта старше на 16 лет). Только к концу съёмок Миронов, по словам Аксюты, начал относиться к ней «серьёзнее», «даже пригласил на „взрослую“ вечеринку». Исполнителя роли адвоката на суде над Орландо, актёра Владимира Басова она характеризовала как человека, способного снимать напряжение, рассмешить — ради хорошего настроения партнёров по съёмкам «не стеснялся даже ушами шевелить».
Для съёмки сцены с плачущим Маем Александр Митта, как вспоминал художник-постановщик Теодор Тэжик, больно ущипнул юную актрису Ксению Пирятинскую. Такой подход к работе с ребёнком вызвал возмущение Тэжика — он продемонстрировал другой способ на примере с собственной собакой, которую брал на съёмки. Переключив внимание Пирятинской на животное, Тэжик попросил её представить, что бы было, если бы режиссёр больно дёрнул собаку за уши. И девочка заплакала. Особенностью творческого метода Митты в целом, по мнению Тэжика, была работа «в большей степени от головы», а не от сердца, потому художник часто спорил с режиссёром на съёмочной площадке, убеждая его «делать элегантнее». Актёр Вениамин Смехов, сыгравший в «Сказке странствий» эпизодическую роль жителя деревни на спине дракона, назвал Митту режиссёром-«мучителем», которому палящее июльское солнце Крыма не мешало «носиться, ругаться без отдыха и тени». Однако Андрей Миронов, по оценке Смехова, привыкший к другому режиму работы на площадке, чья «природа пропитана духом импровизации», тем не менее был «неутомимо послушен» Митте. Это проявлялось как в исполнительском достоинстве актёра и моментальной отзывчивости на репетициях, так и в особой точности, «без изъяна», игры Миронова, ни в чём не отступавшего от просьб режиссёра. В результате «стаж популярности» артиста, наработанный к началу его участия в «Сказке странствий», был «почти не заметен» коллегам по съёмкам. Уровень актёрской игры Миронова сам Митта оценивал высоко: на студийных съёмках в Румынии и Чехословакии сцены с его участием не раз завершались аплодисментами «восхищённых зрителей» — работников съёмочной группы.

### Трюки. Комбинированные съёмки. Реквизит
Значительную часть трюков в фильме актёры исполняли без дублёров, например, в сцене драки в харчевне Миронов сам избивал набросившихся на него судейских слуг, в роли которых выступили каскадёры. Также Татьяна Аксюта часть экстремальных трюков выполнила самостоятельно, несмотря на то, что у неё была помощница-каскадёрша. Повышенное количество комбинированных кадров, по сравнению с фильмами начала 1980-х годов не «сказочно-фантастической» тематики, сложность технологии их изготовления, использование в комбинированных кадрах игровых сцен с участием актёров обусловили привлечение к работе над фильмом дополнительной группы художников. Особенно сложными оказались комбинированные съёмки полёта Орландо и Марты на самодельном летательном аппарате — «нетопыре». Они проходили на «Мосфильме» в течение нескольких дней — за восемь съёмочных часов 5 октября, например, был отснят всего один кадр этого полёта.
Изготовлением макета дракона первоначально занимались художники Комбината декоративно-оформительского искусства при Художественном фонде РСФСР (в их числе — А. Спешнева и Н. Серебряков). Предполагалось вначале изготовить механического дракона малого масштаба — особенности его движения должны были быть учтены далее при изготовлении крупногабаритного статического дракона, непосредственно предназначенного для съёмок. Когда основная часть срока на изготовление макета подошла к концу, сотрудники Комбината отказались от продолжения работы, сославшись на собственную занятость по другим заказам. К изготовлению дракона был экстренно привлечён художник Владимир Птицын, к тому моменту уже принимавший участие в производстве «Сказки странствий». Птицын набрал бригаду из шести работников — под его руководством в короткий срок они произвели необходимые расчёты и построили оба макета. Крупногабаритного дракона изготовили из металлических конструкций, пенопласта, поролона и других материалов общим весом несколько тонн, хвост дракона в длину достигал почти 12 метров. Во избежание непроизводительных расходов сдачу и приём макета производили на месте его сборки и съёмки в Ялте. Перед этим в несобранном виде, частями макет был транспортирован в Ялту на трёх автомобилях грузоподъёмностью 20 тонн.
Съёмки дракона, погружённого в бассейн, обернулись дополнительными сложностями, связанными с его ещё большим отяжелением — макет стал малоподвижным. При этом усиленно применялись механические спецэффекты — вспышки огня, водосбросы и другие. Управление макетом в воде производилось с помощью разработанной Птицыным системы длинных ваг. Когда под воздействием тонн воды, выливаемой на дракона, происходили поломки макета, группа Птицына, не дожидаясь указаний режиссёра, принималась за его починку. Такое отношение художников к работе тогда удивило Митту, не привыкшего к тому, что какие-либо решения на съёмках принимались без его ведома. По оценке корреспондента «Московского комсомольца» Е. Кабалкиной, дракон «отражал» увлечённость своих создателей, вложивших в него «немного от себя самих», и получился в итоге «не таким уж страшным, скорее, добрым, немного грустным». Дракона на площадке «Сказки странствий» называли Васей.

## Сдача фильма. Выход на экраны
20 сентября 1982 года по результатам просмотра рабочего материала «Сказки странствий» руководство Второго творческого объединения «Мосфильма» заключило, что материал велик по объёму и нуждается в сокращении. Замечания руководства касались неопределённости с целевой аудиторией (для взрослых символика «несколько наивна», для детей — непонятна), увлечённости авторов зрелищной стороной будущей картины («съёмками аттракционов и трюков») в ущерб её сюжетно-смысловому содержанию, излишнего нагнетания ужасов («страшных историй» не самого высокого вкуса"). Было высказано пожелание, чтобы в картине появилось больше юмора.
Съёмочный процесс завершился к концу октября, c ноября начались монтажно-тонировочный период и озвучание картины. 19 ноября фильм был просмотрен Главной сценарной редакционной коллегией Госкино СССР и «в целом» одобрен. Члены Коллегии рекомендовали сократить длительность картины до 100 минут за счёт сокращения «чрезмерно растянутых» однообразных сцен и «аксессуаров» фильма ужасов" («кадры со скелетами, крысами»), скорректировать «чрезмерно многословные» вульгарные диалоги и переозвучить роль Марты («явно истерична, не вызывает достаточных симпатий и сочувствия»), наконец, более точно «осмыслить финал» (разрушение замка должно быть истолковано не просто «как исступление Мая», но как результат «возвращённого ему Мартой чувства справедливости, неприятия зла, сердечного сочувствия к людям»).
- А. Миронов — 4410 рублей
- Л. Дуров — 3262 рубля
- Т. Аксюта — 2835 рублей
- В. Сторожик — 443 рубля

26 ноября руководство Второго творческого объединения и самой киностудии «в общем» приняло «Сказку странствий». Руководители отметили, среди прочего, сочетание собственно сказочных, а также приключенческих и притчевых мотивов, зрелищность фильма, разнообразие постановочных средств и изобретательность применения технических средств, музыку А. Шнитке как один из основных драматургических компонентов картины. В числе требований, которые необходимо исполнить, были обозначены следующие: сократить продолжительность отдельных зрелищных натуралистических планов и сцен (дракон, драка в харчевне, пир в замке Горгона и его разрушение в конце и другие), ввести «сюжетные пояснения» в линию взаимоотношений Орландо и Марты, убрать «вульгаризмы» в репликах персонажей. 30 ноября картина была принята в последней инстанции — комиссией Госкино СССР. После исполнения всех заявленных требований длительность фильма существенно сократилась: вместо изначальных двух серий он стал односерийным. В составе рабочего материала, не попавшего в конечную редакцию, оказались, в том числе, сцены романа между Орландо и Чумой, окончившегося трагически, упоминание о поедании тела дракона и другое.
Выход «Сказки странствий» на экраны был отложен — по мнению Александра Митты, из-за сохранявшихся колебаний цензоров относительно жанра нового фильма, который был определён как ужасы. Премьерный показ фильма состоялся 16 января 1984 года в кинотеатре «Россия», тогда же его показали в Московском доме кино, с 23 января показ продолжился в других кинотеатрах.
Журналистские оценки прокатной «судьбы» «Сказки странствий» варьировали от утверждения о том, что фильм не принёс большого успеха ни автору, ни актёрам, до констатации его провала в прокате. Сам режиссёр говорил о намеренном ограничении широкого проката — по его сведениям, картину показывали в основном в «периферийных» кинотеатрах, на утренних сеансах. Тем не менее из опыта общения Митты-преподавателя теории кино со студенческой аудиторией режиссёр сделал вывод об успехе фильма у детей поколения 1980-х годов. По данным киноведа и кинокритика Сергея Кудрявцева, в прокат было выпущено более 600 копий «Сказки странствий», в первый год её посмотрело 13,6 миллиона зрителей. В румынский кинопрокат картина вышла в конце декабря 1983 года под названием Povestea călătoriilor, за весь прокатный период её посмотрело 1,1 миллиона зрителей.
В январе 1984 года «Сказку странствий» показали на втором Всесоюзном кинофестивале «Сказка» в Минске. Картина демонстрировалась также в программах XXVIII Международного кинофестиваля в Лондоне (1984) и IX Международного кинофестиваля в Гонконге (1985).

## Художественные особенности

### Жанровое своеобразие и символика
Несмотря на прямое указание жанра, содержащееся в самом названии «Сказки странствий», исследователи расширяли жанровые рамки фильма: например, до «сказочного кино-историзма» (сказки, «обращённой в прошлое») или до «философского фэнтези» (в последнем случае — первого в России, как указал кинокритик Валерий Кичин). Коллектив авторов журнала «Мир фантастики» включил картину в перечень «главных» фантастических фильмов мирового кинематографа — эта история, по их мнению, вызывает у зрителя самые противоречивые чувства (страх, гнев, горечь), потому «столь виртуозную игру» на эмоциях «нельзя пропустить». Журналист Г. Симанович характеризовал фильм как попытку сращения «детской» сказки и притчи «для взрослого зрителя», сказочного сюжета со стилистикой «реалистичного приключенческого повествования», фантастических мотивов — с романтическими. Писатель Е. Кушнир определила «Сказку странствий» как «философский сказочный хоррор», назвав её «поэтичным и „сложным“ фильмом» позднего советского кинематографа.
Признавая оригинальность сюжета «Сказки странствий», исследователи указывали и на предполагаемые литературные источники, частично стилизуемые этим сюжетом. В странствиях Марты, отправившейся на поиски похищенного младшего брата, обнаруживаются отзвуки русской народной сказки «Гуси-лебеди» и «Снежной королевы» Х. К. Андерсена (даже «весенние» имена Марты и Мая, как отмечалось, рифмуются с именами Герды и Кая). Кинокритик Александр Фёдоров обращал внимание на западноевропейский фольклор — рождественские гуляния в начале фильма показаны, по его мнению, в духе сказок братьев Гримм. Обитатели деревни на спине дракона — и «опустившийся» Геракл, и Прометей «с фантастичными физиономиями», и «местный» Дон Кихот — писал журналист А. Маркевич, отсылают к соответствующим литературным героям-прообразам, сцены прихода Чумы — к некоторым сюжетным линиям одноимённого романа Альбера Камю, а в сцене полёта Орландо и Марты на «нетопыре» просматривается влияние древнегреческого мифа об Икаре.
Кинокритик Геннадий Масловский также обратил внимание на метафору полога-плаща Орландо — одну из важных в фильме деталей-систем, по терминологии самого Александра Митты. На протяжении киноповествования эта деталь раскрывается своими разными сторонами (служит и «банком гениальных открытий» Орландо, и дорожным плащом, и гигантской картиной «золотого века благоденствия» в зале суда), «переживает» взлёт и падение, превратившись в «нетопыря», наконец, трансформируется в одежду для детей, спасшихся от Чумы. Таким образом, полог-плащ на глазах зрителя «проживает жизнь» как своеобразный отдельный персонаж фильма. Летательный аппарат, изготовленный из этого плаща, имеет сходство не только с летучей мышью рода нетопырей, но и с чертежами итальянского учёного и изобретателя эпохи Возрождения Леонардо да Винчи, а также — с его знаменитым рисунком Витрувианского человека. В этом же контексте важны полустёршиеся фрески на стене башни, рядом с которыми Орландо чертил схему аппарата. Все эти ассоциации, отмечал кинокритик, приобщают Орландо и его идеи к гуманистической традиции, уходящей к истокам человеческой культуры. По мнению этнографа Валентина Арапу, образ Орландо отсылает к «живописному сочетанию» личностей Овидия, Гиппократа и Аристотеля.

### Тематика
Основная тема «Сказки странствий», по мнению А. Маркевича, — полёт «как парение человеческого духа». И речь не только о полёте Орландо и Марты. Май, которого поначалу «носят по свету» в клетке, будет «бескрылым» ровно до того часа, пока и в нём не проснётся «извечная тяга» человека к полёту, и он не вызовет силой своего таланта «золотой смерч». Суть преображения Мая в том, что человеческий талант «любить и сострадать» в конечном итоге «отбивает» у него талант золотоискателя. По мнению Г. Симановича, основная тема фильма — героика как талант самоотречения, требующий невероятного напряжения человеческих сил, а порой и самой жизни человека. Такая постановка вопроса решает также и серьёзную воспитательную задачу. Зритель, считал кинокритик, «вовсе не уверен, что герои вот-вот и с неизбежностью восторжествуют, он лишён иллюзии бескровной, само собой разумеющейся победы любви и благородства над корыстью и жестокостью». Тем значимее и возвышеннее финальная метафора картины, когда Май, потерявший свой талант, обретает дух Орландо и «окрыляется его прекрасно-наивной, чистой мечтой».
Румынский журнал Cinema писал о двух «плоскостях» сюжета «Сказки странствий»: прозаической — поисках Мартой похищенного младшего брата и поэтической (символической) — истории девочки, чья доброта была проявлением божественной благодати, и которая показала, что «спасти утопающего можно даже не умея плавать». С переплетением этих двух сюжетных «плоскостей» в фильме переплетаются печаль и надежда, жестокость и великодушие, и девочка, которая была уверена, что человеку «всегда можно чем-то помочь», в отношении самой себя в конце концов воскликнет: «Я не хочу больше жить!».
Г. Масловский сопоставлял два разных типа таланта — талант Мая, «выключенный» из духовной сферы и фактически «сращенный воедино» с его болезнью, и талант Орландо, не стремившегося реализовывать на практике свои проекты и открытия. Количество таких открытий исчислялось десятками, и среди них, замечал кинокритик, был «чрезвычайно лёгкий и экономичный» способ добычи золота — «как бы в пику» способностям Мая — из коровьих лепёшек с помощью железного креста. Момент, когда дух Орландо вселился в Мая, Масловский интерпретировал как совмещение двух разных типов таланта, суммировавшее такой их опыт: счастье достижимо не в результате реализации собственных способностей, а путём отказа от них. Орландо придёт к такому выводу в результате философских размышлений о совместном с Мартой и Маем будущем, что называется, «воображая вслух». Май же отречётся от своего таланта после «эмпирического» осознания себя «средством» воплощения чужой злой воли.
Обозреватель «Известий» Николай Корнацкий говорил о преемственности проблематики несовершенства человека, проявляющего свои лучшие качества «под ударами судьбы», в кинокартинах Александра Митты разных периодов. При этом в силу природного оптимизма режиссёр всегда оставлял в финале место для надежды. Так, Орландо из «Сказки странствий» умирает, но возрождается «в новом теле». До этого, в трагикомедии «Гори, гори, моя звезда» (1969) энтузиаст революционного театра Искремас (Олег Табаков) погибает, но успевает ценой жизни спасти юную героиню Елены Прокловой (о сходстве мотивов странствий девочки и философа в двух этих картинах говорил Масловский). А в более поздней киноповести «Шагал — Малевич» (2013), по мнению Корнацкого, и вовсе жизнеутверждающий финал: художник-авангардист Марк Шагал буквально взлетает в небо, спасаясь от негодующей толпы.
Этнограф Валентин Арапу обращал внимание на образ Чумной ведьмы, воплощённый «с точностью скальпеля» румынской актрисой Кармен Галин. В схватке с Чумой Орландо сумел поразить её огненным факелом, но в конечном итоге погиб сам, и его тело тоже в свою очередь было предано огню. В этом отношении Арапу упоминал об уместной параллели между быстротой распространения болезни чумы — от больных к здоровым и скоростью распространения огня, встречающего на своём пути нечто сухое, проведённой итальянским писателем Джованни Боккаччо. Поступок Орландо — самопожертвование, которое было не напрасным: он спас Марту и двоих детей, а его дух «перенёсся» в тело Мая. В этом смысле образ огня в фильме становится глубоко символичным: огонь не просто очищает — он способствует возрождению.
«Зрительный ряд в „райском“ месте, да и не только в нём, авторам удался на славу. Кровавое пятно на снегу из начала фильма (всё, что осталось от задранной волками лошади) растекается по экрану, превращаясь в неукротимую стихию огня, изрыгаемого драконом. Это пятно станет затем накидкой на плечах охотящегося юноши Мая, который безжалостно гонит по полю, как зверя, девушку — свою сестру».

### Вне контекста советских киносказок
Художественные особенности «Сказки странствий» отличаются от традиций советской киносказки, заложенных ещё режиссёрами Александром Роу и Александром Птушко. Как отмечал Г. Симанович, фильм вышел на экраны в эпоху более информированных и «скептичных» кинозрителей, чем современники обоих режиссёров, уже приученных телевидением «к битвам, куда более правдоподобным и страшным». Александр Митта был вынужден принимать во внимание этот факт, потому выбрал «довольно жёсткую» стилистику для своей киносказки. Когда актёр Лев Дуров находит «реалистичные бытовые штрихи и интонации», его персонаж Горгон предстаёт «действительно страшным и отвратительным»; от повзрослевшего Мая, который травит собаками нищенку, веет «холодной безучастностью»; персонификация Чумы, «разгуливавшая по заражённым городам», «нагнала жути» на целое поколение юных зрителей. Режиссёр Митта, соглашался кинокритик А. Фёдоров, целенаправленно отказался следовать «неписаному закону» фильмов-сказок прежних лет, где «малейшее эмоциональное напряжение, едва зародившееся душевное волнение, страх за судьбу героев мгновенно переводились в комическое русло или сразу же разрешались спасительным образом». Вместо этого, используя технологии фильма ужасов, он дал возможность поволноваться за героев «самым нешуточным образом». Чувство страха становится не просто «материалом, цементирующим фильм», как писал А. Маркевич, — оно «вбирает в себя» зрительское внимание, становится «взаправду страшно, особенно детям <…> они вскрикивают». Однако все испытания и опасности на пути Марты и Орландо были необходимы авторам фильма для того, чтобы в соответствии с законами «настоящей» сказки, вселить в юных зрителей веру в добро, любовь, справедливость, верность.
Другое важное отличие «Сказки странствий» от прежде снимавшихся киносказок — её «общечеловеческое» свойство, в ней не было пропагандистских «разоблачений», характерных для картин 1960—1970 годов, зато присутствовали «ироничные размышления о сути вечных проблем бытия». Так, в эпизоды «рая» на спине дракона и суда над Орландо был вложен философский подтекст, рассчитанный, по мнению Фёдорова, больше на взрослых зрителей, в целом сама стилизация «Сказки странствий» под фэнтези, наподобие фильма Джона Бурмена «Экскалибур», была «явно адресована не детям». «Недетские» посылы кинокритик усматривал также в самой актёрской игре. Так, персонаж Орландо сыгран Андреем Мироновым «без излишнего гротеска» — непоследовательным, порою слабым, способным на опрометчивый поступок, но «чистым душой», искренним и бескорыстным. Сам актёр видел своего героя фигурой «экзотичной» — без практической цели в жизни, овладеваемым мечтой, чей талант проявлялся только в критической ситуации. Таких персонажей, признавался Миронов, ему не приходилось играть ранее, потому над ролью Орландо работать было интересно. Писатель Е. Кушнир считала эту роль одной из «ярчайших» актёрских работ Миронова. Также и актёр Лев Дуров «не педалирует порочные страсти своего Горгона». Его персонаж, как предполагал Фёдоров, не лжёт, когда «грустно говорит Марте, что золото не принесло ему счастья, и смысл жизни он видит в своем наследнике. <…> Он стар… Он потерял Мая… Он почти мёртв…». Г. Масловский также отмечал кажущуюся искренность отношения, возникшего у Горгона к Маю, как к своему «подлинному богатству». Этот мотив, по мнению кинокритика, позволил Льву Дурову «как-то актёрски проявиться» в «однотонном материале роли Горгона».

## Музыка
Автором музыки к «Сказке странствий» выступил советский композитор Альфред Шнитке. Искусствовед Татьяна Шах проследила «миграцию» главной музыкальной темы (или — лейттемы Орландо) в кинофильм «Сказка странствий» из более ранних произведений Шнитке. Так, сочинённая им в 1975 году тема танго для кинофильма Элема Климова «Агония» позднее была включена, как авторская цитата, в другое автономное музыкальное произведение Concerto Grosso № 1 (V часть «Рондо», 1976) — тема звучала в новой инструментовке, однако сохранила содержательный смысл. Впоследствии Шнитке использовал тему в этой инструментовке при работе над музыкой к другому кинофильму Александра Митты «Сказ про то, как царь Пётр арапа женил» — в результате возникла коренным образом изменённая музыкальная тема «Судьба». Её интонационной аллюзией в конечном итоге и стала лейттема Орландо, которую Шах охарактеризовала как «мощную эпико-драматическую тему», выражающую драматургическую идею «Сказки странствий» — идею созидания и победы добра над злом. Лейттема Орландо достигает в кинокартине двух кульминаций — драматической "в точке «золотого сечения» фильма (полёт Орландо и Марты) и кульминации-эпилога. Музыкальное авторское цитирование, по мнению Шах, становится у Шнитке источником разнообразных тем, контрастных в образном отношении, но формирующих единство музыкального стиля композитора. Митта считал, что киномузыка Шнитке «как бы растворяется» в самих картинах, неотрывна «от всего кинематографического целого». Потому в «Сказке странствий» режиссёр старался специально «выделять» музыку — например, убирал или приглушал звучание шумов и речи — чтобы именно музыка являлась «формообразующим, конструктивным элементом». Тем не менее, заключал Митта, она всё равно «не выпячивалась», а как бы «поднимала» сам эпизод, делая его лучше.
Румынский журнал Cinema писал о стилистическом единстве музыки «Сказки странствий»: сохранив «классический» (в общем смысле слова) музыкальный язык фильма, Шнитке использовал также электронные эффекты и моменты, в которых можно обнаружить влияние рока (сцена «вакханалии» Мая в замке). В этой музыке есть и мелодичность, и «буйство» массовых гуляний (начальная сцена, «пир» на спине дракона), и «аура изысканности и благородства» вокруг Марты и Орландо в финале. На юного зрителя такая музыка способна оказать «воспитательный» эффект, а взрослого человека она может восхитить «не избытком оригинальности, а точной мерой адекватности».
Искусствовед Елена Петрушанская назвала музыку «Сказки странствий» «шнитковским „портретом“ Чумы». Искусствовед увязала "развратный «пир» на спине дракона и приход Чумы — «словно наказание за „большую жратву“ ставшего стаей мещан человечества». По мнению Петрушанской, в музыке Шнитке «повальную эпидемию и торжество Смерти воплощали бесчеловечные звуки приготовленного фортепиано с отголосками зловещего танго; жёсткие тембры минорных аккордов», в ней можно услышать «музыкальный ход» «телеги смерти», «dance macabr’ические хрипы, механистичные формулы интонаций-ритмов, напоминающих <…> танцы скелетов».
В 2004 году оригинальная музыкальная фонограмма «Сказки странствий», наряду с инструментальными темами Альфреда Шнитке для других кинофильмов, была издана в составе сборного альбома «Сказка странствий (Музыка из кинофильмов)». Фонограмма была записана Государственным симфоническим оркестром кинематографии под управлением дирижёра Марка Эрмлера на тон-студии «Мосфильма» в 1982 году. Лейттема Орландо звучит в композициях «Сказка странствий», «Полёт», «Объяснение в любви» и «Эпилог».
| №   | Название             | Исполнитель                                          | Длительность |
| --- | -------------------- | ---------------------------------------------------- | ------------ |
| 1.  | «Под Рождество»      | Государственный симфонический оркестр кинематографии | 3:43         |
| 2.  | «Сказка странствий»  | Государственный симфонический оркестр кинематографии | 2:10         |
| 3.  | «Вальс-раздолье»     | Государственный симфонический оркестр кинематографии | 3:54         |
| 9.  | «Полёт»              | Государственный симфонический оркестр кинематографии | 5:18         |
| 10. | «Освобождение»       | Государственный симфонический оркестр кинематографии | 1:28         |
| 15. | «Объяснение в любви» | Государственный симфонический оркестр кинематографии | 2:09         |
| 23. | «Эпилог»             | Государственный симфонический оркестр кинематографии | 2:36         |

1. ↑  В списке композиций альбома исключены те, которые относятся к другим кинофильмам.

## Отзывы и рецензии
Элементы структуры «Сказки странствий» «в драматическом действии не отыгранные, не обросшие содержательными связями, оказались выпирающим наружу голым стержнем авторского расчёта».
Кинокритик Геннадий Масловский в журнале «Искусство кино» отмечал, с одной стороны, слабое взаимодействие между характерами, событиями и другими элементами «художественной ткани» «Сказки странствий», с другой — недостаток взаимосвязей между такими элементами и самой «конструкцией» фильма. Так, «конструкция» «Сказки странствий», по Масловскому, базировалась на маршрутах Марты, Орландо, похитителей и включала наказание злодеев, «посрамление» несправедливого суда, уход Чумы, встречу Марты и Мая, смерть и возрождение Орландо. Служившие «злым силам» способности исчезли, любовь — истинная «великая сила» — преодолела преграды и победила, добро одолело зло. Такой «конструкции» противоречили многие элементы «художественной ткани» картины. В качестве примера кинокритик указывал на то, что сами пути Марты и Орландо сошлись случайно, они «временные спутники», их поиски не целенаправленны, столкновения с похитителями случайны и «необязательны». Они не вступают «в борьбу со злом и неправдой» — лишь «вынужденно» защищаются от опасностей в пути, отстаивают ущемлённые «личные, хотя и вполне добропорядочные, интересы». Во всём художественном мире «Сказки странствий», обобщал Масловский, любая борьба «есть нечто чуждое», а добро и зло «сосуществуют», в соответствии с «философской формулой» Орландо: «Знаешь, для чего их [плохих людей] создал Бог? Чтобы мы смотрели на них и старались быть совсем другими». Наконец, отыскав Мая, Марта ничего не предприняла для его спасения, вызволения из-под влияния Горгона — вместо этого она укоряла брата тем, что из-за него погиб Орландо. А когда последний ещё был жив, Марта постоянно попрекала и самого Орландо, принимала его помощь как должное, «с насмешливым недоверием» относилась к его талантам, признала «гением» только после смерти.
В результате расхождения между «конструкцией фильма» и его «художественной тканью» картина жизни в «Сказке странствий», по Масловскому, не концентрируется, но абстрагируется и смазывается, при том, что в целом Александр Митта создал «яркое, эффектное зрелище». Об абстрагировании борьбы добра и зла в фильме писал также журналист А. Маркевич. С его точки зрения, художественный язык «Сказки странствий» — «поэтика крупных мазков» — неспособен передать всю гамму чувств конкретного человека, ему «тесно без пронзительно метафоричных деталей». Вместе с этим Маркевич также признавал и зрелищность фильма, его «крепкую сбитость»: наиболее удачно визуализировано зло (деревня на спине дракона и сражение с ним), поставленные кинотрюки эффектны (драка в харчевне и летящая с горы неуправляемая повозка). Особая роль в создании видеоряда принадлежала оператору Валерию Шувалову, показавшему себя «неплохим киноживописцем».
По мнению кинокритика Юрия Богомолова («Советский экран»), замысел Митты предполагал «двухэтажную» поэтику «Сказки странствий», где внизу — простейшие эмоции на уровне физиологического рефлекса, а наверху — интеллект. Попытку изложения «высоких» истин средствами языка «низких» жанров Богомолов назвал грандиозной, однако, по его мнению, режиссёр потерпел неудачу на этом пути. Противоречие между такой целью и средствами обнаруживается, когда зритель сталкивается со многими вопросами (например, отчего собственный талант причиняет боль, а когда человек её преодолевает — «плохо становится и ему и другим»?) или не поддающимися однозначному толкованию метафорами (вроде иносказательного перерождения «злого гения» Мая в «гения всех добродетелей» Орландо), но при этом не может найти ответы и толкования во всех «всерьёз сыгранных» ужасах и авантюрных интригах фильма. «Перепады от откровенной и ярко выраженной эстетизации натуры к натуралистическим эффектам, бьющим непосредственно по нервам, сильно обескураживают» и дезориентируют восприятие происходящего на экране. Кроме того, Богомолов считал, что Митта существенно изменил содержание и «характер условности» самого жанра сказки. Так, в фольклорной сказке всегда «проповедуется» героика подвига — в ней невозможен «сомневающийся» герой, ищущий ответ на вопрос, что есть добро, а что зло. Такой герой, однако, может возникнуть в сказке авторской, но и в такой сказке, по мнению кинокритика, не применимы «физиологические рефлексы», стимулирующие эмоцию: «Трудно представить, чтобы ради лучшего эффекта Андерсен обрёк своего Кая на медленное замерзание».
Журналист Г. Симанович видел главное достоинство «Сказки странствий» в реалистичности изображаемого — «без детской „кинокашки“, подслащённой заботливой няней». Такая реалистичность обеспечивается как посредством актёрской игры, так и за счёт «поразительных постановочных эффектов». Недостатки картины, по его мнению, были обусловлены изначальной нацеленностью как на детскую, так и на взрослую аудиторию одновременно. Так, например, в очень искренней, адаптированной «для самых маленьких», актёрской игре Татьяны Аксюты происходят «сбои», когда в некоторых сценах актриса переходит на мелодраматизм, появляются сентиментальные ноты, которые «спорят с общим настроем картины». Также сцены с приходом Чумы, считал журналист, показаны более натуралистично, чем «того достаточно, чтобы передать мрачную атмосферу эпидемии», здесь было необходимо чувство меры.

## Актуальность
В 1990 году фрагменты главной музыкальной темы «Сказки странствий» были использованы в короткометражном фильме Ролана Быкова «Я сюда больше никогда не вернусь». В 2002 году лейттема Орландо являлась музыкальным сопровождением олимпийской программы российской фигуристки Марии Бутырской в Чемпионате Европы по фигурному катанию в Лозанне. По признанию спортсменки, выбор этой мелодии был связан, в первую очередь, с тем «магическим воздействием», которое оказала на неё «Сказка странствий» в детстве. Лейттема Орландо также использовалась в рекламных роликах банка — эту работу «Комсомольская правда» оценила как один из «новых рекордов пошлости» в телевизионной рекламе.
Фрагмент звуковой дорожки фильма с фразой героя Орландо: «Странные праздники… Что-то меня знобит от этого веселья» звучит в начале песни «Странное Рождество» из альбома «Майн Кайф?» группы «Агата Кристи». Автор песни, музыкант Глеб Самойлов назвал этот альбом «музыкальной „Сказкой странствий“ для взрослых» и посвятил его памяти композитора Альфреда Шнитке. Как позже отмечала исследователь Е. Гетера, если в самой «Сказке странствий» «столь любимая» Самойловым идея полёта объединилась с идеей переселения душ (речь о бессмертии), то идеей песни «Странное Рождество», напротив, становится убийство (речь о лишении — прекращении жизни).
В сентябре 2016 года «Сказка странствий» демонстрировалась во внеконкурсной программе Первого Уральского открытого фестиваля российского кино — в рамках мини-ретроспективы фильмов Александра Митты, вместе с картинами «Гори, гори, моя звезда» и «Затерянный в Сибири».
Первую театральную постановку по пьесе А. Митты, Ю. Дунского и В. Фрида — спектакль «Орландо, Орландо» — осуществил в начале 1990-х годов Томский драматический театр. С 2019 года в репертуаре Государственного русского драматического театра имени Н. А. Бестужева (Улан-Удэ) присутствует спектакль «Сказка странствий» на основе пьесы, переработанной из сценария к фильму. Спектакль поставлен как шоу, сочетающее пластический и визуальный театр с акробатическими номерами, жонглированием и другими элементами цирка. По мнению театрального критика и журналиста Марины Шимадиной, постановку отличают зрелищность, динамизм и нацеленность на живую реакцию зала, вместе с тем, имеет место сумбурность и непродуманность сцен, схематизм взаимоотношений героев, в целом недостаточная проработка «внутреннего содержания» пьесы.
В октябре 2022 года состоялась премьера постановки «Сказка странствий» Санкт-Петербургского театра «Реплика» с другим сюжетом, но с оригинальной музыкой А. Шнитке из фильма. А в конце июня — начале июля 2023 года на сцене Дворца культуры имени Ленсовета был показан спектакль «Сказка странствий» в постановке Санкт-Петербургского детского музыкального театра «Карамболь». Пьесу для этого спектакля написал художник и актёр Евгений Митта, сын Александра Митты, при непосредственном участии отца — принципиальных отличий от сюжетной линии фильма в пьесе не было. Жанр постановки определён как музыкальная притча, в ней использованы 14 композиций А. Шнитке — оригинальная музыка из фильма и другие произведения. Тексты к ним были написаны поэтом Юлием Кимом — автором стихотворений к песням, включённым в звуковую дорожку фильма «Сказка странствий».
В мае 2022 года в главном корпусе киноконцерна «Мосфильм» прошла выставка, приуроченная к сорокалетию «Сказки странствий».